# Operação Provide Hope

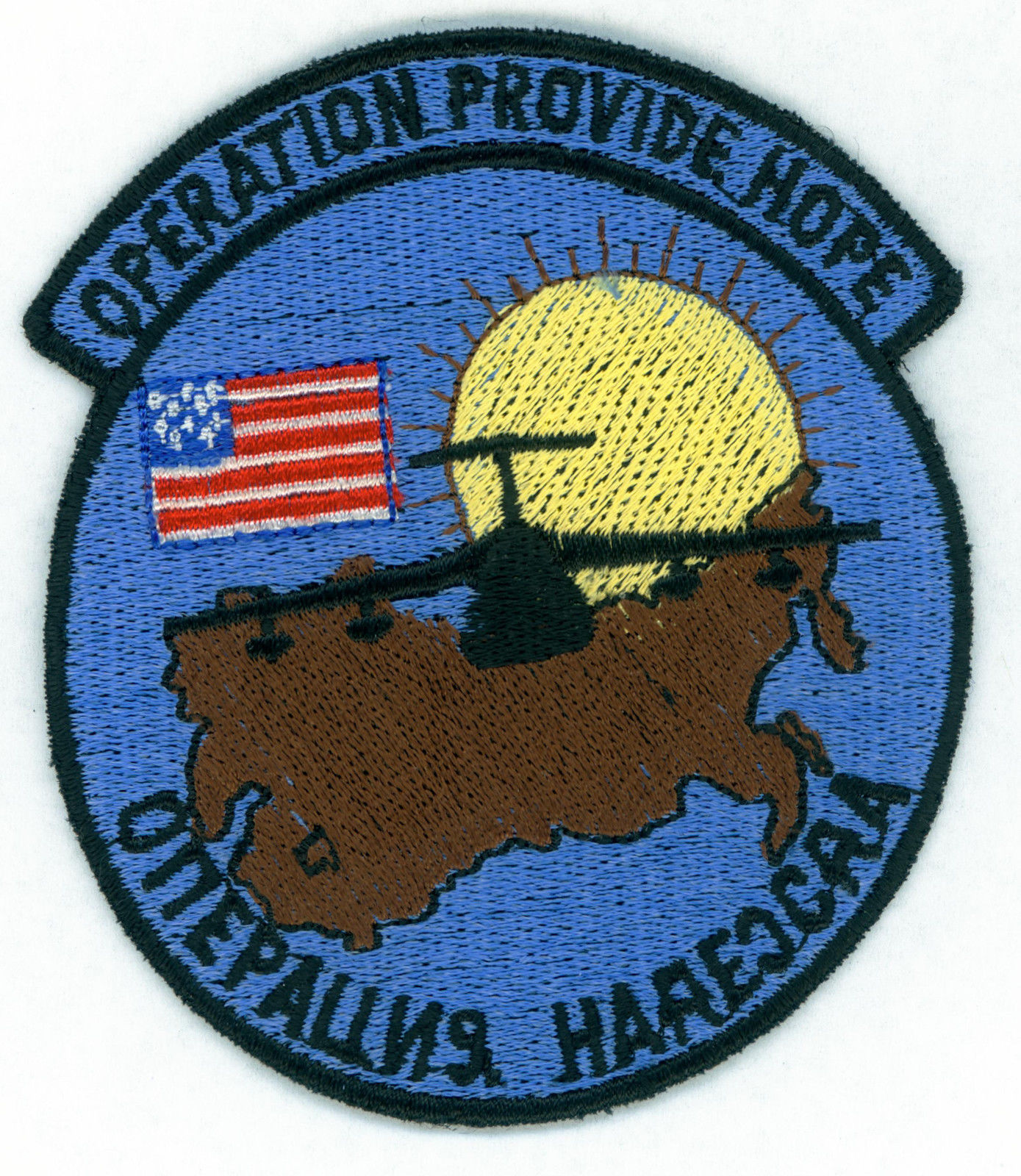
Este patch da Operação Provide Hope foi feito em Incirlik, Turquia, por volta de 1992.

A Operação Provide Hope foi uma operação humanitárias do Departamento de Estado dos EUA, Departamento de Agricultura dos EUA, Departamento de Defesa dos EUA e da USAID para fornecer ajuda humanitária e assistência de saúde pública à Comunidade dos Estados Independentes após o colapso da União Soviética para apoiar os novos estados independentes durante o período de transição do estabelecimento da democracia e da transição para uma economia de mercado. Representantes das estruturas acima mencionadas supervisionaram a operação nos Estados Unidos e no espaço pós-soviético; o componente de aviação — o transporte aéreo de ajuda humanitária — foi fornecido pela aviação de transporte da Força Aérea dos EUA. A primeira fase da operação incluiu a entrega de alimentos e medicamentos, durante a segunda fase, começaram as entregas de outros bens de consumo, durante a fase final da operação, os médicos americanos começaram a equipar e organizar o trabalho de novas grandes instituições médicas (hospitais e clínicas) na Armênia, Bielorrússia, Cazaquistão e Moldávia. Devido ao fraco controle dos americanos sobre o curso dos processos na Federação Russa e nos países da CEI, à chegada a maior parte da ajuda humanitária foi vendida através de cadeias de retalho, mercados e lojas de segunda mão. 

## História
Em janeiro de 1992, na Conferência de Coordenação Internacional em Washington, foi anunciada a ajuda americana à Rússia. Os destinos da ajuda foram determinados por Richard Armitage do Departamento de Estado e Robert Wolthuis do Departamento de Defesa dos EUA. O comandante da primeira fase da operação foi o Coronel John Sams Jr., comandante da 60ª Ala de Transporte da Força Aérea.
A operação foi anunciada pelo Secretário de Estado James A. Baker III em 22 e 23 de janeiro de 1992 e o carregamento inicial de suprimentos foi enviado em 10 de fevereiro de 1992. Doze C-5 e C-141 da Força Aérea dos EUA transportavam cerca de 500 toneladas de rações alimentares a granel e medicamentos para Moscou, São Petersburgo, Kiev, Minsk e Chișinău da Alemanha e Yerevan, Almaty, Dushanbe, Ashkhabad, Baku, Tashkent e Bishkek da Turquia. No total, durante quase duas semanas, sessenta e cinco missões voaram 2,363 tonelada curtas (2,144 t) de alimentos e suprimentos médicos para 24 locais na Comunidade dos Estados Independentes durante a fase inicial da operação. Grande parte desses suprimentos foram sobras da preparação para a Guerra do Golfo Pérsico.

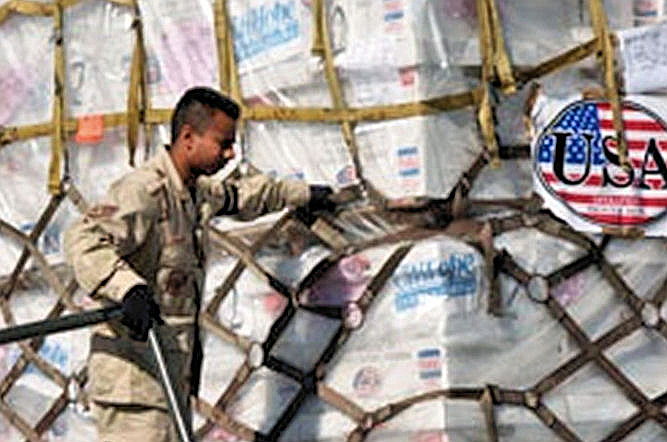
Carregando ajuda humanitária, 1999

Pequenas equipes de funcionários dos EUA de várias agências governamentais (On-Site Inspection Agency, USAID e USDA) foram colocadas em cada destino pouco antes das entregas, para coordenar com autoridades locais e monitorar, da melhor forma possível, se as entregas chegaram aos destinatários pretendidos (ou seja, orfanatos, hospitais, cozinhas comunitárias e famílias necessitadas).
Após o embarque inicial, começou a Fase II da operação, que consistia no apoio contínuo às antigas repúblicas soviéticas. Alimentos e suprimentos médicos eram enviados por mar, terra e ar da Europa. No total, 25.000 toneladas de alimentos e remédios foram enviadas para 33 cidades na antiga União Soviética. A fase final da operação consistia em construir, dotar de pessoal e formar hospitais em toda a antiga União Soviética. As principais fases da operação terminaram no final de 1994, quando o volume total de ajuda ultrapassou as 20 mil toneladas.
Em Setembro de 1999, os Estados Unidos receberam um pedido oficial da Rússia para ajuda alimentar adicional no valor de 5,5 milhões de toneladas, além das entregas humanitárias americanas já organizadas de cereais e alimentos no valor de 3,3 milhões de toneladas. Nessa época, o primeiro governo de Putin já estava em vigor (de 17 de agosto de 1999 a 7 de maio de 2000).

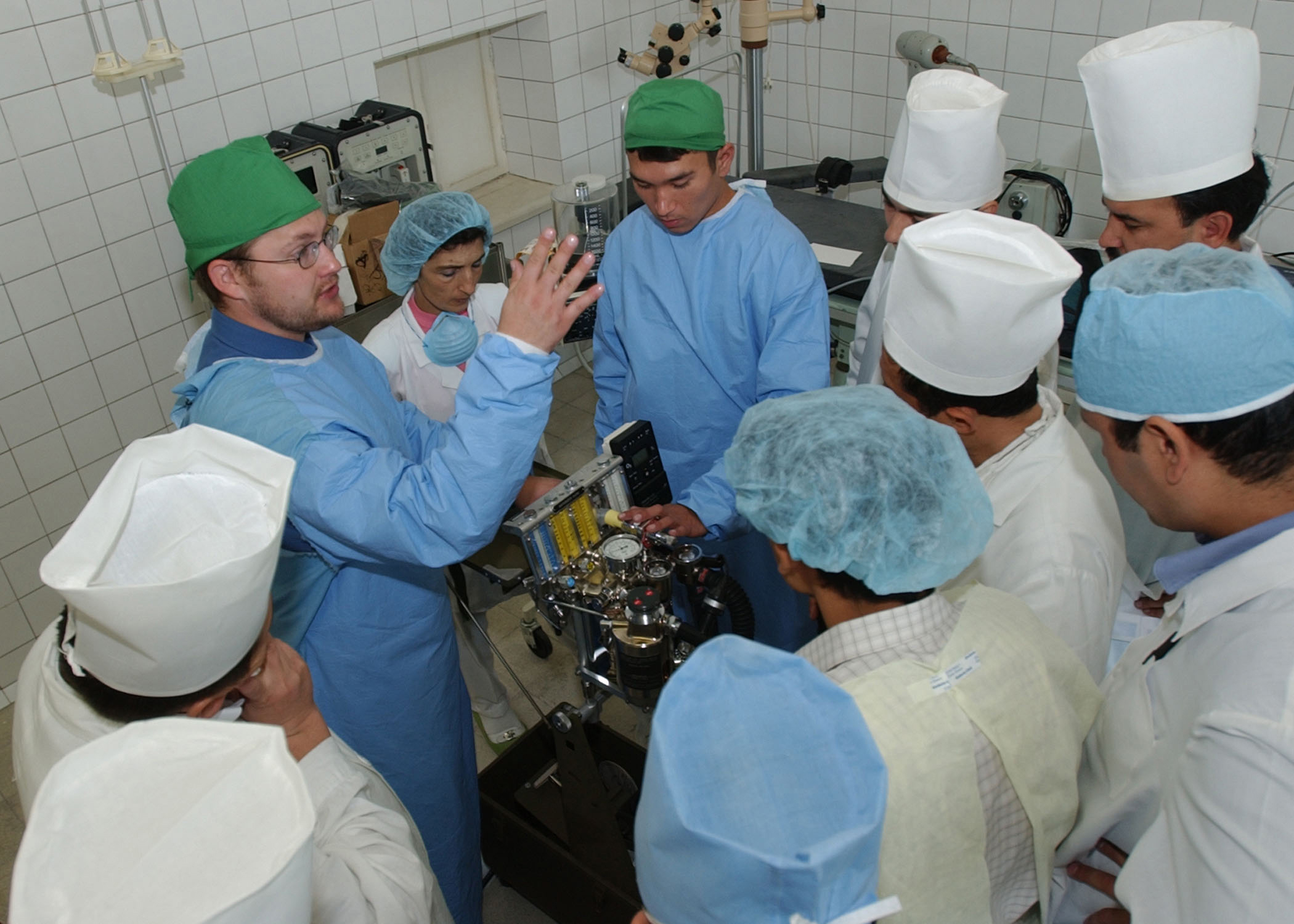
Médicos americanos treinam anestesiologistas no Uzbequistão como parte do programa Provide Hope, 2002

Na fase final da operação, a ajuda humanitária consistiu principalmente no fornecimento de equipamento médico, medicamentos e formação do pessoal hospitalar. O último voo do programa Provide Hope, o 984º, ocorreu em setembro de 2012. Equipamentos médicos e pessoal médico voluntário foram entregues a Chisinau a partir de Maryland, EUA.

## Países que ajudaram
Ao programa de ajuda americano juntaram-se, entre outros, os seguintes:
- Alemanha
- Noruega
- Japão
- Reino Unido

## Classificação
O Secretário de Estado dos EUA, James Baker, apelou no seu discurso para que os envios não fossem vistos como caridade, mas como "um investimento na segurança do Ocidente e do mundo inteiro e na estabilidade para as próximas décadas".